# Dragon Girls
Dragon Girls (jap. 一騎当千, Ikki Tōsen) ist eine Manga-Serie des Zeichners Yuji Shiozaki, die auch als Anime umgesetzt wurde. Sie richtet sich an ein erwachsenes männliches Publikum, lässt sich also der Seinen-Gattung zuordnen.

## Handlung

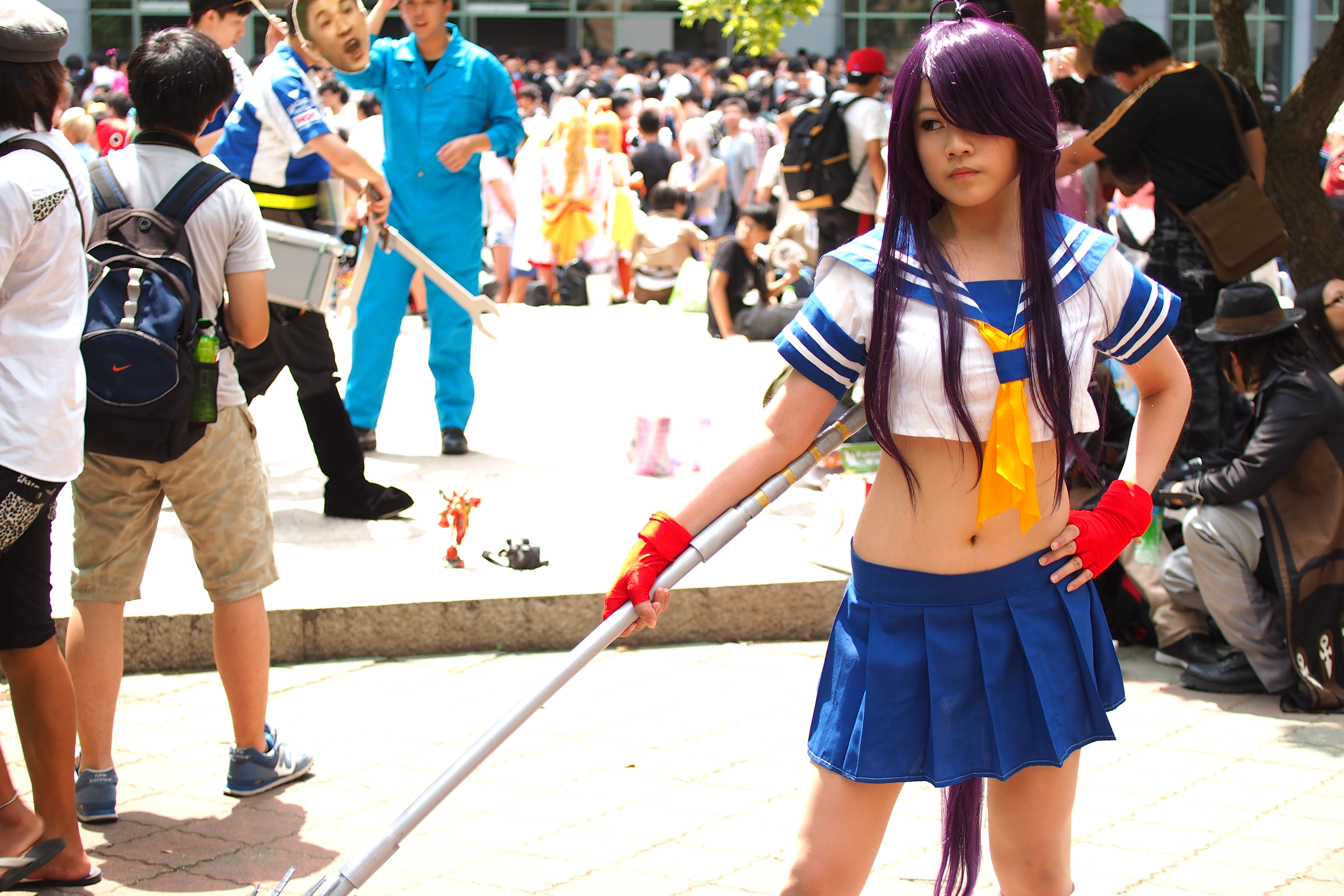
Cosplay der Figur Kan’u Unchō

Die naive, attraktive Oberschülerin Hakufu Sonsaku ist die „Auserwählte“. Von ihrem Vater hat sie das sogenannte Magatama geerbt, einen Seelenstein. In diesem befindet sich die Seele eines legendären Helden aus vergangener Zeit.
Hakufu wechselt zur Nanyou-Privatschule und will den Rat ihrer Mutter Goei befolgen, sich den Respekt der anderen Schüler zu verschaffen. Dies versucht sie mit Hilfe ihrer Kampfkraft und schlägt sogleich dreißig ihrer Mitschüler zusammen. Dadurch wird einer der vier Himmelskönige von Nanyou auf sie aufmerksam und weist Hakufu in ihre Schranken. Die vier Himmelskönige sind der hünenhafte Gakushuu, der verrückte Kouha Kannei, die brutal ihr Tagewerk verrichtende Ryomou Shimei sowie der smarte Genpou Saji. Genau wie Hakufu haben sie einen Seelenstein der besonderen Art geerbt. Die vier Himmelskönige vermuten aus diesem Grund, dass Hakufu die Wiedergeburt eines aus der Zeit der Drei Reiche stammenden, gefürchteten Kriegers ist.
Enjutsu, der heimliche Herrscher an der Nanyou-Schule, erfährt davon und verhängt, bevor Hakufu für die Schule zu gefährlich wird, das Todesurteil über sie und ihren Cousin Koukin Shuuyu, bei dem sie wohnt, solange sie an die Nanyou-Privatschule geht. Koukin ist im zweiten Jahr an der Privatschule und durch die vielen Prügeleien an der Schule im Kampf geübt. Enjutsu schickt Ryomou Shimei zur Exekution Hakufus und schlägt sie K.O. Dadurch erwacht der Drache, der innerhalb Sonsakus schlummert, zum ersten Mal und so kann sie Ryomou besiegen, verliert aber dabei ihr Bewusstsein und kann sich nicht mehr an diesen Vorfall erinnern.

## Veröffentlichungen
Ikki Tōsen erschien in Japan in Einzelkapiteln im Manga-Magazin Comic Gum vom 26. April 2000 (Ausgabe 6/2000) bis zur Einstellung des Magazins zum 26. Mai 2015 (Ausgabe 7/2015). Zwei weitere Kapitel wurden im Web-Magazin WEB ComicGUM veröffentlicht. Der Verlag Wani Books brachte diese Einzelkapitel auch in 24 Sammelbänden heraus. Von 2012 bis 2015 erschien zudem eine Neuausgabe (shinsōban) in 11 Bänden.
Eine Fortsetzung namens Shin Ikki Tōsen (真・一騎当千) erscheint seit dem 30. November 2015 (Ausgabe 1/2016) im Magazin Young King Ours des Verlags Shōnen Gahōsha. Die Kapitel wurden in bisher (Stand: Februar 2018) zwei Sammelbänden zusammengefasst.
Der Manga wird ins Englische, Französische, Spanische und Deutsche übersetzt. Carlsen Comics veröffentlichte die Serie als Dragon Girls von Juni 2004 bis Dezember 2015 in 21 Sammelbänden in Deutschland. Inzwischen sind keine weiteren Bände mehr angekündigt. Im englischsprachigen Raum publiziert Tokyopop den Manga, in Frankreich Panini Comics.

## Anime
Das Animationsstudio J.C.Staff produzierte eine Anime-Fernsehserie Ikki Tōsen auf Basis des Mangas. Die dreizehn Episoden strahlte der Fernsehsender AT-X von Juli bis Oktober 2003 erstmals aus. Regie bei der Fernsehserie führte Takashi Watanabe, die Drehbücher schrieb Takao Yoshioka.
Von 26. Februar bis 14. Mai 2007 lief auf AT-X unter dem Titel Ikki Tōsen: Dragon Destiny eine zweite Staffel. Während Yoshioka erneut als Drehbuchautor fungiert, entstand die zweite Staffel im Animationsstudio Arms unter der Regie Kōichi Ōhatas. Auch die zweite Staffel wurde in Deutschland von Anime Virtual lizenziert. Bei der DVD-Veröffentlichung kamen noch 6 Bonusepisoden hinzu.
Arms verfilmte ebenfalls die dritte Staffel der Ikki-Tōsen-Reihe mit dem Titel Ikki Tōsen: Great Guardians. Ausgestrahlt wurde die Serie vom 11. Juni 2008 bis zum 27. August 2008. Bei der DVD-Veröffentlichung kamen wiederum noch 6 Bonusepisoden hinzu.
Vom 26. März bis 11. Juni 2010 wurde die 4. Staffel Ikki Tōsen: Xtreme Xecutor ausgestrahlt. Der Stab blieb im Wesentlichen gleich, das Studio wechselte jedoch zu TNK.
Am 22. Februar 2012 erschien die 45-minütige OVA Ikki Tōsen: Shūgaku Tōshi Keppūroku (一騎当千 集鍔闘士血風録). Diese wurde von Studio Arms unter der Regie von Rion Kujō animiert. 2014 wurde eine weitere OVA namens Ikki Tōsen: Extravaganza Epoch produziert und veröffentlicht, allerdings bis jetzt nur in Japan.
Ende September 2018 wurde bestätigt, dass es eine weitere OVA zu Ikki Tousen geben wird, mit dem Titel Ikki Tousen: Western Wolves. Regie für die OVA führen Takashi Watanabe und Mitsutoshi Satou, das Drehbuch wird von Masaya Honda geschrieben und das Animationsstudio Arms produziert die OVA. Western Wolves soll inhaltlich der Nachfolger zu Extravaganza Epoch darstellen und basiert nicht direkt auf der Mangavorlage.

### Synchronisation
Die deutsche Synchronfassung für die erste Staffel „Dragon Girls“ wurde von dem Berliner Synchronstudio Elektrofilm hergestellt. Aufgrund der angemeldeten Insolvenz von Elektrofilm wurden die nachfolgenden Staffeln von anderen Studios vertont. Die zweite Staffel erhielt ihre Synchronisation bei VSI Synchron und die dritte und vierte wurden von TV+Synchron vertont.
| Rolle               | Japanischer Seiyū | Deutscher Sprecher        | Deutscher Sprecher        | Deutscher Sprecher  | Deutscher Sprecher        |
| Rolle               | Japanischer Seiyū | Dragon Girls              | Dragon Destiny            | Great Guardians     | Xtreme Xecutor            |
| ------------------- | ----------------- | ------------------------- | ------------------------- | ------------------- | ------------------------- |
| Hakufu Sonsaku      | Masumi Asano      | Julia Meynen              | Tina Haseney              | Marie-Luise Schramm | Julia Meynen              |
| Koukin Shuuyu       | Satoshi Hino      | Nicolás Artajo            | Nico Mamone               | Fabian Hollwitz     | Fabian Hollwitz           |
| Ryomou Shimei       | Yūko Kaida        | Anja Stadlober            | Anja Stadlober            | Melanie Hinze       | Melanie Hinze             |
| Kan'u Unchou        | Hitomi Nabatame   | Anja Rybiczka             | Anja Rybiczka             | Aline Staskowiak    | Aline Staskowiak          |
| Goei                | Kikuko Inoue      | Katrin Zimmermann         | Gabriele Schramm          | Katrin Zimmermann   | Katrin Zimmermann         |
| Ryofu Housen        | Akeno Watanabe    | Berenice Weichert         | –                         | Kaya Marie Möller   | Kaya Marie Möller         |
| Ukitsu Kankichi     | Yumiko Kobayashi  | Jill Schulz               | Heike Beeck               | –                   | –                         |
| Shishi Ouin         | Shōtarō Morikubo  | Sebastian Schulz          | Konrad Bösherz            | Roland Wolf         | Roland Wolf               |
| Gakushuu            | Hajime Iijima     | Dennis Schmidt-Foß        | Andreas Müller            | Peter Lontzek       | Peter Lontzek             |
| Genjou Kakouton     | Shūhei Sakaguchi  | Sebastian Christoph Jacob | Sebastian Christoph Jacob | Jesco Wirthgen      | Sebastian Christoph Jacob |
| Kaku Bunwa          | Shiho Kawaragi    | Susanne Geier             | Susanne Geier             | –                   | Julia Blankenburg         |
| Koumei Shokatsuryou | Mai Kadowaki      | –                         | Daniela Reidies           | Catrin Dams         | Daniela Reidies           |
| Gentoku Ryuubi      | Kei Shindo        | –                         | Josephine Schmidt         | Julia Stoepel       | Anita Hopt                |
| Ekitoku Chouhi      | Minori Chihara    | –                         | Antje von der Ahe         | Carmen Katt         | Carmen Katt               |
| Moutoku Sousou      | Susumu Akagi      | –                         | Michael Baral             | Rainer Fritzsche    | Rainer Fritzsche          |
| Shiryuu Chouun      | Yū Asakawa        | –                         | Sabine Mazay              | Nicole Hannak       | Nicole Hannak             |
| Myousai Kakouen     | Eri Kitamura      | –                         | Natascha Petz             | Silvia Mißbach      | Silvia Mißbach            |
| Chuubou Sonken      | Yui Horie         | –                         | –                         | Tanja Schmitz       | Tanja Schmitz             |
| Genpou Saji         | Yuki Matsuoka     | –                         | –                         | Luisa Wietzorek     | Sarah Tkotsch             |
| Mouki Bachou        | Aya Endō          | –                         | –                         | –                   | Esra Vural                |
| Shikou Soujin       | Chiwa Saitō       | –                         | –                         | –                   | Anja Rybiczka             |
| Moukaku             | Atsuko Tanaka     | –                         | –                         | –                   | Heike Schroetter          |
| Mouyuu              | Megumi Toyoguchi  | –                         | –                         | –                   | Ghadah Al-Akel            |

### Lizenzierungen
In Nordamerika wird der Anime von Funimation vertrieben (Die Serie wurde ursprünglich von Geneon Entertainment bis 2008 lizenziert, mit Ausnahme der zweiten Staffel, die von Media Blasters lizenziert ist) und in Deutschland von Kazé Deutschland, ehemals Anime Virtual. In Deutschland erschien die erste Staffel als Ikki Tousen – Dragon Girls von Oktober 2004 bis März 2005 auf vier DVDs, 2006 als Box mit 5 DVDs und 2008 erneut als Box mit 4 DVDs. Die zweite Staffel Ikki Tousen – Dragon Destiny erschien von Juli 2008 bis Januar 2009 auf 4 DVDs. Die 6 Bonusepisoden erschienen Dezember 2008 als Ikki Tousen – Dragon Destiny – Mini OVAs.
Die dritte Staffel Ikki Tousen – Great Guardians erschien in Deutschland von Juli bis Oktober 2009 auf 4 DVDs, zusätzlich mit einer weiteren mit den Bonusepisoden im November 2009. Beide Bonus-Episoden-DVDs der 2. und 3. Staffel haben auf Grund einer etwas höheren Freizügigkeit als die Fernsehepisoden von der FSK keine Jugendfreigabe bekommen.
Frühjahr 2013 bringt Kazé Deutschland, ehemals Anime Virtual, Ikki Tōsen: Xtreme Xecutor auf DVD und Blu-ray Disc heraus. Im Anschluss werden abermals die Bonusclips sowie die 45-minütige OVA Ikki Tōsen: Shuugaku Toushi Keppuu-roku, die hierzulande unter dem Titel Ikki Tousen in Kyoto erscheint, veröffentlicht.

### Musik
Die Vorspann- und Abspanntitel wurden pro Staffel von verschiedenen Sängern gesungen. Der erste Vorspanntitel heißt Drivin’ through the night und wurde von move gesungen, der zweite Heart & Soul von Mai Kariyuki (雁行 真依) und der dritte No×Limit! von Ami (亜美). Der erste Abspanntitel Let me be with you wurde von shela, der zweite Garasu no Hana (硝子の花) wurde von IORI und der dritte Kage – shape of shadow (影〜shape of shadow〜) von Rio Asaba (浅葉 リオ) gesungen.
In der OVA wurde FATE 〜on the way〜 gesungen von Mai&Ami als Titellied verwendet.

## Hintergrundinformationen
Der Handlung liegt der Roman Die Geschichte der Drei Reiche zugrunde. Die in Dragon Girls vorkommenden Figuren sind alle Wiedergeburten der Kämpfer aus der damaligen Zeit inkl. derselben Namen nur in japanischer Aussprache. Somit tragen sie nicht nur alten Hass, Rivalitäten und Feindschaften mit sich, sondern bewirken ebenfalls, dass sich die Geschehnisse der damaligen Zeit wiederholen.